# Lampria aurifex
Lampria aurifex là một loài ruồi trong họ Asilidae. Lampria aurifex được Osten-Sacken miêu tả năm 1887. Loài này phân bố ở vùng Tân nhiệt đới.